# Eugeniusz Maskowicz

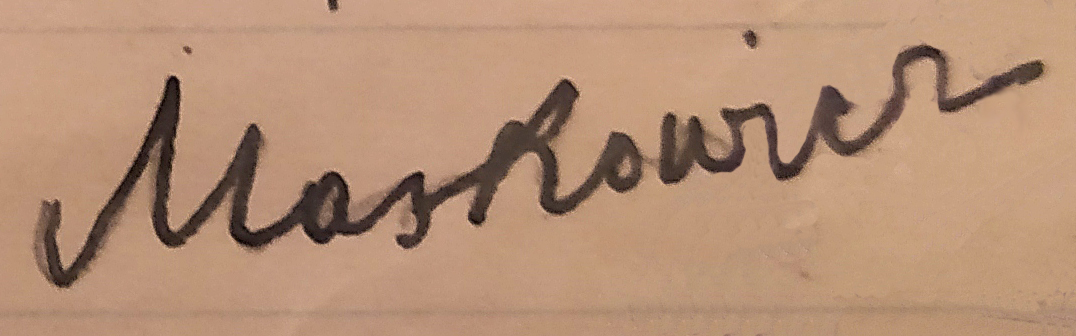
Podpis kpt. Eugeniusza Maskowicza.

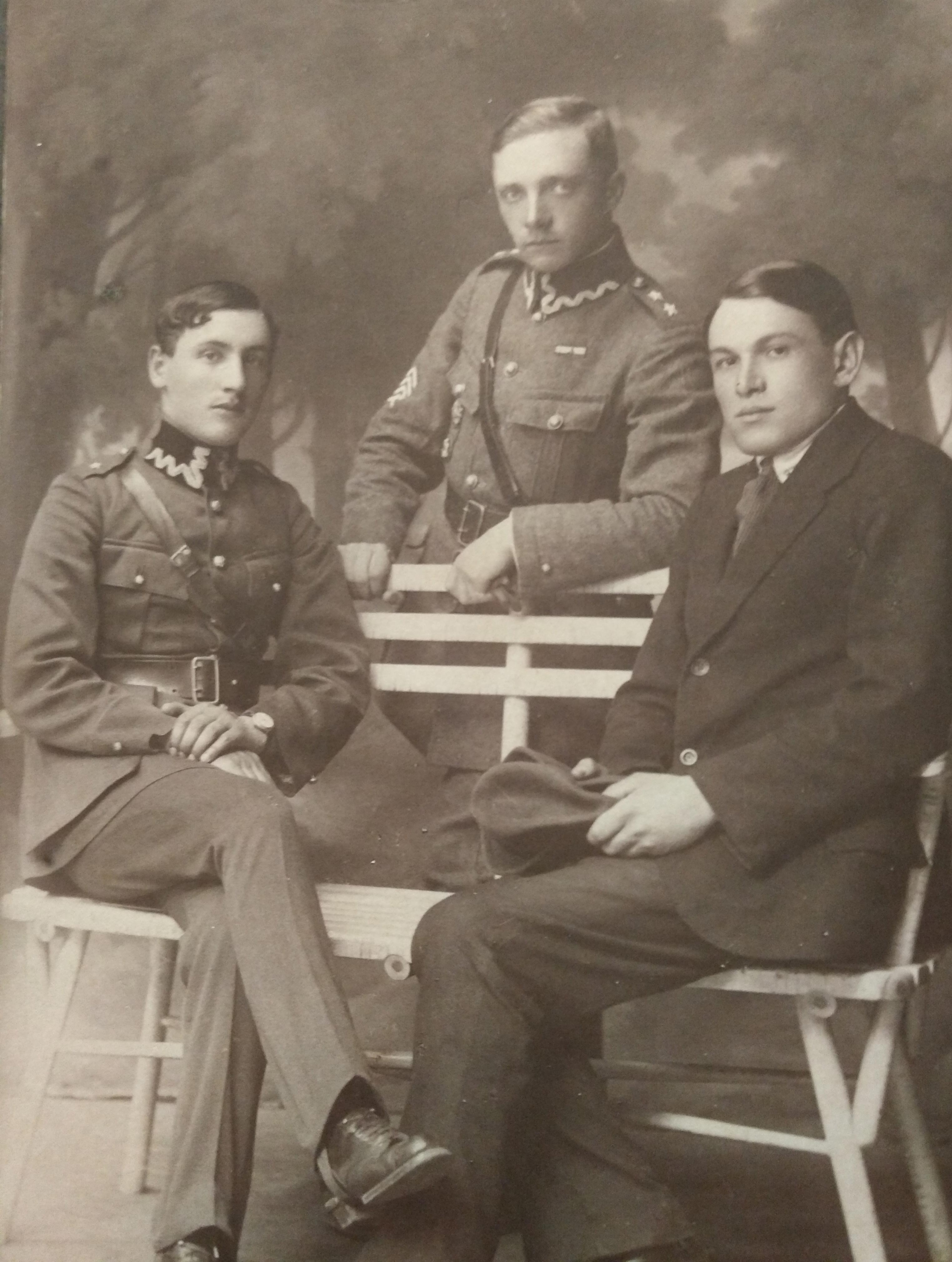
Porucznik Eugeniusz Maskowicz stoi pośrodku.

Eugeniusz Wiktor Maskowicz (ur. 11 stycznia 1897 w Radymnie, zm. 1940 w ZSRR) – kapitan piechoty Wojska Polskiego, ofiara zbrodni katyńskiej.

## Życiorys
Urodził się w dniu 11 stycznia 1897 r. w Radymnie, w ówczesnym powiecie jarosławskim Królestwa Galicji i Lodomerii, w rodzinie Andrzeja i Wiktorii z Błońskich. Jego młodszym bratem był Stanisław Miro. Uczył się w c. k. Gimnazjum w Jarosławiu, w którym 28 października 1916 r. złożył maturę wojenną.
Następnie wziął udział w zmaganiach I wojny światowej jako żołnierz armii Austro-Węgier. Do Wojska Polskiego został przyjęty w listopadzie 1918. W okresie międzywojennym służył początkowo w 9 pułku piechoty w Jarosławiu, przemianowanym wkrótce na 14 pułk piechoty. W szeregach tej jednostki uczestniczył w wojnach: polsko-ukraińskiej (w tym w odsieczy Lwowa) i polsko-sowieckiej . Za udział w walkach i okazane męstwo odznaczony został Krzyżem Walecznych.
Na dzień 1 czerwca 1921 r. w randze porucznika nadal pełnił służbę w 14 pułku piechoty stacjonującym w garnizonie Włocławek. Dekretem Naczelnika Państwa i Wodza Naczelnego z dnia 3 maja 1922 r. (dekret L. 19400/O.V.) został zweryfikowany w tymże stopniu (porucznika), ze starszeństwem z dniem 1 czerwca 1919 r. i 1294. lokatą w korpusie oficerów piechoty. Pozostając nadal oficerem 14 pułku piechoty zajmował w 1923 roku – 1161. lokatę wśród poruczników piechoty, a rok później – 336. lokatę pośród poruczników korpusu piechoty. Na podstawie rozporządzenia Ministra Spraw Wojskowych gen. dyw. Władysława Sikorskiego został, z dniem 15 września 1925 roku, przeniesiony służbowo na X Kurs Doszkolenia Młodszych Oficerów Piechoty w Chełmnie. 
Na podstawie zarządzenia Prezydenta Rzeczypospolitej Ignacego Mościckiego z dnia 12 kwietnia 1927 r. (sygnatura: B.P.L. 3989/III), został awansowany do stopnia kapitana w korpusie oficerów piechoty, ze starszeństwem z dniem 1 stycznia 1927 i 19. lokatą.
W dniu 15 sierpnia 1927 r. ogłoszono zarządzenie (sygnatura: B.P.L. 12262.II.27) Ministra Spraw Wojskowych marszałka Józefa Piłsudskiego o przeniesieniu kapitana Eugeniusza Maskowicza, w korpusie oficerów piechoty, z 14 pp do kadry oficerów piechoty, z równoczesnym przydziałem do Dowództwa Okręgu Korpusu Nr VIII w Toruniu na stanowisko referenta. W marcu 1931 r. ogłoszono jego przeniesienie do 67 pułku piechoty w Brodnicy, na stanowisko dowódcy 4. kompanii II batalionu, który był detaszowany w Toruniu. W tym samym roku dowodzony przez niego pododdział uzyskał tytuł mistrzowskiej kompanii 4 Dywizji Piechoty, a on sam otrzymał pochwałę ministra spraw wojskowych. Odznaczony był już wówczas Srebrnym Krzyżem Zasługi.  
Na mocy rozkazu Biura Personalnego Ministerstwa Spraw Wojskowych z dnia 14 marca 1934 r. (rozkaz Nr 3110-105/Piech.151/34) został przeniesiony, w korpusie oficerów piechoty, z 67 pułku piechoty do Korpusu Ochrony Pogranicza. Rozkazem Nr 22 Dowództwa KOP z dnia 17 kwietnia 1934 r. został przydzielony do batalionu KOP „Sejny” (brygada KOP „Grodno”). W okresie od dnia 25 kwietnia 1934 do dnia 16 czerwca 1934 r. przebywał na II sześciotygodniowym kursie taktyczno-strzeleckim w Centrum Wyszkolenia Piechoty w Rembertowie. Po powrocie z kursu dowodził kompanią odwodową baonu „Sejny”, której dowództwo zdał w dniu 13 grudnia 1934 r., obejmując z tą samą datą dowodzenie nad 4 kompanią graniczną „Puńsk”. Rozkazem Dowództwa KOP z dnia 18 listopada 1936 r. (sygn. L.dz.4273/Pf./Pers.I./36) został mianowany na stanowisko kwatermistrza batalionu KOP „Żytyń”. W dniu 24 listopada 1936 r. zdał obowiązki dowódcy 4 kompanii granicznej batalionu KOP „Sejny”, a w dniu 27 listopada 1936 r. przybył do batalionu „Żytyń”, w którym rozkazem z dnia 3 grudnia 1936 r. został wyznaczony kwatermistrzem batalionu. Na przełomie września i października 1937 roku pełnił obowiązki dowódcy baonu „Żytyń”, które przekazał nowo mianowanemu dowódcy batalionu w dniu 7 października tegoż roku. Ponownie obowiązki dowódcy batalionu pełnił w okresie od dnia 7 czerwca 1938 do dnia 18 lipca 1938 r.. Na mocy rozkazu dziennego batalionu Nr 75/37 z dnia 16 listopada 1937 r. wyznaczony został członkiem Oddziałowego Komitetu Funduszu Społecznego batalionu. Rozkazem Nr 22/38 z dnia 5 kwietnia 1938 r. wybrany został zastępcą prezesa zarządu oddziału Ligi Morskiej i Kolonialnej, a na mocy rozkazu Nr 10/39 z dnia 30 stycznia 1939 r. został wyznaczony przewodniczącym komisji powołanej do rozpatrywania wniosków o przyznanie odznaki pamiątkowej KOP dla rocznika 15/II. W dniach od 19 do 24 marca 1939 r. brał udział w odprawie kwatermistrzów zorganizowanej w Klecku. Podczas swej służby w Korpusie Ochrony Pogranicza wyróżniony został Odznaką Pamiątkową KOP „Za Służbę Graniczną” (nadaną rozkazem Dowództwa KOP Nr 51/36 z dnia 11 listopada 1936 r.) oraz odznaczony Brązowym Medalem za Długoletnią Służbę (nadanym rozkazem Dowództwa KOP Nr 25/38 z dnia 28 maja 1938 r.).
Po wybuchu II wojny światowej i agresji ZSRR na Polskę z 17 września 1939 r. w bliżej nieznanych okolicznościach dostał się do sowieckiej niewoli. Zamordowany został przez sowieckich oprawców wiosną 1940 roku na Ukrainie. Nazwisko kapitana Eugeniusza Maskowicza znajduje się na tzw. „liście Cwietuchina”, sporządzonej przez naczelnika 1 Wydziału Specjalnego NKWD Ukraińskiej SRR – starszego lejtnanta bezpieczeństwa państwowego Fiodora Cwietuchina. Na tejże liście wykazany został pod numerem 1876 (lista wywózkowa 41/3-241). Ofiary tej zbrodni zostały pochowane na otwartym w 2012 roku Polskim Cmentarzu Wojennym w Kijowie-Bykowni.

## Rodzina
W dniu 22 września 1922 w Jarosławiu porucznik Eugeniusz Maskowicz zawarł związek małżeński ze Stanisławą Eleonorą z d. Staszyszyn. Dnia 8 stycznia 1924 narodził mu się syn, któremu nadano imię Jerzy Stanisław (zm. 15 października 2004).

## Odznaczenia
- Krzyż Walecznych[30][31]
- Srebrny Krzyż Zasługi (17 marca 1930)[32]
- Medal Pamiątkowy za Wojnę 1918–1921
- Medal Dziesięciolecia Odzyskanej Niepodległości
- Brązowy Medal za Długoletnią Służbę (28 maja 1938)
- Odznaka Pamiątkowa Korpusu Ochrony Pogranicza „Za Służbę Graniczną” (11 listopada 1936)